# Radio suisse internationale
Radio Suisse Internationale (SRI, allemand: Schweizer Radio International, italien: Radio Svizzera Internazionale), connue jusqu’en 1978 sous le nom de Service suisse des ondes courtes (SOC), était la station de radio internationale de Suisse. Elle faisait partie de SRG SSR. Elle a été fermée en 2004. Le signal d’intervalle du SRI est constitué par les premières mesures de la chanson populaire Lueget, vo Berg und Tal.